# Capellades
Capellades este o localitate în Spania în comunitatea Catalonia în provincia Barcelona. În 2006 avea o populație de 5.383 locuitori cu o suprafață de 2,95 km 2.
1. ↑  Nomenclátor Geográfico de Municipios y Entidades de Población (20240402 edition)
2. ↑   http://www.capellades.cat/actualitat/noticies/sha-constituit-el-nou-consistori-.html Lipsește sau este vid: |title= (ajutor)
3. ↑   https://www.idescat.cat/pub/?id=aec&n=925&t=2018 Lipsește sau este vid: |title= (ajutor)
4. ↑   http://www.idescat.cat/pub/?id=aec&n=925&t=2016 Lipsește sau este vid: |title= (ajutor)